# 魔兽世界种族列表
魔獸系列作品中有着龐大的背景故事體系，包括許多虛構的種族和派別。大部分種族隸屬於聯盟和部落兩個陣營，但是也有各種中立的種族和派別，他們對聯盟和部落有時候會處於友好或敵對狀態。
自從由魔獸爭霸I和魔獸爭霸II的時候開始，聯盟和部落便一直在互相爆發衝突和展開戰爭，而雙方亦為此負出沉重的代價。但是在魔獸爭霸III時，新的威脅降臨了艾澤拉斯世界，於是聯盟和部落便決定彼此放下恩怨，一起合作來聯手對抗魔獸系列的二個主要反派——天譴軍團和燃燒軍團。
到魔獸世界開始時，相隔多年後，聯盟和部落間尚未正面交鋒，但他們仍然相互敵視、偶爾產生小規模的磨擦。雖然此時為聯盟和部落最和平的日子，然而好景不常，緊接下來卻發生一連串滅世災難，在燃燒的遠征時期，燃燒軍團再次由外域重返艾澤拉斯展開侵略，到接著的巫妖王之怒時期，因巫妖王甦醒而蠢蠢欲動的天譴亡靈大軍，以至浩劫與重生時期，墜落的守護巨龍死亡之翼與他的黑龍們橫掃整個世界，聯盟和部落都一直合力瓦解各種危機。但到了潘達利亞之謎時期，雙方的合作關係就徹底結束了，由於籠罩神秘大陸潘達利亞的迷霧漸漸散去，為了獲取該地的資源和獲得當地原住民的支持，聯盟和部落的爭執也逐漸燃起。然後，再加上部落剛上任的大酋長卡爾洛斯‧地獄吼的暴君化，戰火終於爆發出來，另外那些不忍其暴政統治的部落組成了暗矛起義軍，並選擇了與聯盟合作，在最終亦成功推翻了卡爾洛斯‧地獄吼的統治。而這個合作關係也一直延續到了德拉諾之霸時期中，聯盟和部落遠征德拉諾大陸，共同對抗打算捲土重來的卡爾洛斯‧地獄吼和他所率領的鋼鐵部落，最終他的野心亦被聯軍所粉碎。
當到了軍臨天下時期，為了艾澤拉斯世界的安危，聯盟和部落再次攜手共同對付燃燒軍團的再度入侵。在伴隨著巨大的代價後，包括聯盟領袖至高王瓦里安‧烏瑞恩與部落領䄂大酋長沃金的犧牲，艾澤拉斯的眾人終於成功將燃燒軍團徹底擊敗。
如今的決戰艾澤拉斯時期，儘管燃燒軍團已經被擊退，但聯盟與部落之間的不信任仍沒有絲毫減少，反而有增無減，為了防備接下來可能發生的大戰，雙方都在各地積極招募其他種族結盟，以增強自身勢力。

## 联盟
聯盟是從魔獸系列一開始就存在的陣營，也是魔獸系列中兩個主要陣營之一。联盟的创立是在魔兽争霸II时，创立的宗旨是维护世界的秩序和平衡。
联盟的成员一直在不断变化，一些旧盟友离开了联盟，联盟也迎来了一些新盟友。目前聯盟種族有人類、矮人、侏儒、夜精靈、德莱尼、狼人和土水熊猫人，還有自從時任巫妖王阿薩斯·米奈希爾進攻奎爾薩拉斯王國造成大量人員傷亡，凱爾薩斯·逐日者將倖存的近九成高等精靈更名為「血精靈」兼傳授吸取惡魔能量對抗魔癮後，某些仍選擇以「高等精靈」身份自居且不屬於部落的高等精靈。後來的版本追加庫爾提拉斯人類、黑鐵矮人、光鑄德莱尼、機械地精、還有因為接觸虛空力量不被血精靈族群接受而投奔聯盟的虛空精靈。
联盟的领导者由统领联盟所有种族的军事力量的军事统帅担任，而领导者的称谓则根据个人的职位不同而变化。比如安度因·洛萨是一名骑士，所以他的称谓是“联盟最高统帅”，以及前任领导者瓦里安·乌瑞恩是一位国王，所以他的称谓是“联盟的至高国王”。
目前联盟的最高领袖是人类牧师安杜因·乌瑞恩，之前的最高领袖是他死去的父亲——人类战士瓦里安·乌瑞恩。

### 人類
現任領導者：安杜因·烏瑞恩國王（联盟最高领袖兼現任暴風城國王）、珍娜·普勞德摩爾（現任庫爾提拉斯領袖）
主城：暴風城、波拉勒斯(庫爾提拉斯人主城)
起始地點：北郡修道院（艾尔文森林）
上古之神的血肉詛咒持續影響泰坦留下的僕人們，同樣身為泰坦創造的僕人，維酷人在經過血肉詛咒的影響之後生下部份變異更加劇烈、體型較瘦小的新種族，即人類。人類被維酷人視為畸形種，國王依米倫（Ymiron）下令屠殺這些畸形的弱小後代，不過一群不願意拋棄自己子女的維酷人父母就此帶人類子女遠離家鄉。
後續人類開始崛起，許多部族團結起來在羅德隆大陸建立阿拉索（Arathor）王國，國王為索拉丁。
但是之後也分裂為七個王國，分別為羅德隆、達拉然、奧特蘭克（Alterac）、庫爾提拉斯（Kul Tiras）、吉爾尼斯（Gilneas）、激流堡（Stromgarde）與暴風城（Stormwind）七王國。
暴風城王國原首領為瓦里安·乌瑞恩，後由於瓦里安·乌瑞恩為抵抗古爾丹而犧牲，其子安杜因·烏瑞恩國王成為暴風城繼任國王。
庫爾提拉斯常年來由普勞德摩爾家族統治，在《魔獸世界：決戰艾澤拉斯》版本中，時任庫爾提拉斯領袖凱薩琳·普勞德摩爾經歷國內的歷險事件，和回歸家鄉的女兒珍娜·普勞德摩爾冰釋心結，同時將庫爾提拉斯領袖的職位交接給珍娜。庫爾提拉斯亦成為聯盟玩家可選的同盟種族之一。

### 矮人
領導者：三錘議會——銅鬚氏族：穆拉丁·銅鬚；蠻錘氏族：弗斯塔德·蠻錘；黑鐵氏族：茉艾拉·索瑞森
主城：鐵爐堡
起始地點：安威玛尔（丹莫罗）
同樣身為泰坦創造的僕人,被洛肯封印在泰坦之城奧達曼（Uldaman）數千年的土靈經過血肉詛咒之後成為矮人，他們因為不明原因紛紛覺醒，建立起卡茲莫丹（Khaz Modan）王國，首都為鐵爐堡（Ironforge）。
卡茲莫丹王國在國王莫迪姆斯·安威瑪（Modimus Anvilmar）去世之後就爆發三錘之戰（War of the Three Hammer），銅鬚（Bronzebeard）部族將蠻錘（Wildhammer）和黑鐵（Dark Iron）趕出鐵爐堡的家園。
北遷的蠻錘部族建立自己的城市格瑞姆巴托（Grim Batol），南遷的黑鐵部族建立索瑞森（Thaurissan）之城。
黑鐵部族對另外兩個部族重新發動戰爭，卻在最後被聯手擊敗。敗退的黑鐵部族在絕境中召喚出被放逐已久的火元素王，也就是炎魔之王拉格納羅斯（Ragnaros），形成黑石山（Blackrock Mountain）的火山噴發，接著全族都被奴役。這場元素位面裂隙的開啟事實上卻對整個艾澤拉斯造成重大的災難，其威力連卡林多大陸都產生強烈地震。
麦格尼·銅鬚曾為銅鬚氏族的領導者，直至麥格尼為找出元素躁動的原因而嘗試和大地溝通、意外變成鑽石雕像，靈魂和大地連接起來，麦格尼失聯多年、与黑铁部族的达格兰·索瑞森大帝結婚的女兒茉艾拉·铜须（茉艾拉·索瑞森）歸來即位，導致鐵爐堡陷入騷亂。麦格尼·銅鬚的弟弟穆拉丁·銅鬚、蠻錘氏族代表弗斯塔德·蠻錘、替代已故达格兰·索瑞森大帝作為黑鐵部族代表的茉艾拉·索瑞森正式達成共識，組成三錘議會領導矮人族。原本陷入沉眠狀態的麦格尼正式甦醒，和茉艾拉化解心結，為三錘議會獻上祝福。
蠻錘部族的主要人口離開因為戰爭被詛咒的家園，再度北遷到鷹巢山（Aerie Peak）建立新的家園，少部份則遷入格瑞姆巴托東邊的暮光高地（Twilight Highlands）。
在《魔獸世界：決戰艾澤拉斯》版本中，黑鐵部族成為聯盟玩家可選的同盟種族之一。

### 侏儒和機械侏儒
領導者：大工匠格尔宾·梅卡托克（侏儒）
主城：諾姆瑞根
起始地點：诺莫瑞根（丹莫罗）
同樣身為泰坦創造的僕人，受血肉詛咒影響的機械侏儒被轉化成侏儒。
地精在卡茲莫丹王國境內，建立起巨大的機械都市諾姆瑞根（Gnomeregan），與鄰近的銅鬚部族矮人交好。
第二次大戰中部落攻擊卡茲莫丹大部分的領地，嚴重威脅到矮人，他们一同退守鐵爐堡。在後續聯盟反攻之下，解放了卡茲莫丹王國，銅鬚矮人與諾姆瑞根的地精正式加入聯盟。
在《魔獸世界：決戰艾澤拉斯》版本中，機械侏儒成為聯盟玩家可選的同盟種族之一。

### 夜精靈
領導者：大德魯伊瑪法里恩·怒風，伊露恩的高阶女祭司泰蘭妲·語風
主城：達納蘇斯（現為廢墟）
起始地點：奥达希尔（泰达希尔）
延伸種族：高等精靈、血精靈（部落所屬）、狼人（聯盟所屬）、虛空精靈（血精靈延伸分支，聯盟同盟種族）、納迦
古老的夜精靈向來與世隔絕，自古以來一直扮演著影響艾澤拉斯命運的關鍵性角色。他們於一萬多年前的古老戰役中表現英勇，擊退了邪惡燃燒軍團的第一次入侵。但是，當艾澤拉斯上燃燒軍團殘存的部隊於數世紀後與邪惡的薩特結合時，夜精靈再度面臨威脅。隨後發生的薩特戰爭讓夜精靈付出慘痛的代價，不過最終他們還是戰勝了這股造成他們家園浩劫的邪惡力量。
但燃燒軍團的出現，已永遠改變了夜精靈的世界。因為過去不計後果的使用秘法將燃燒軍團引到了艾澤拉斯，夜精靈決定避免使用秘法。他們在泰蘭妲·語風的領導下，沿著海加爾山坡地過著和平自然的生活。長久以來，泰蘭妲監督統治夜精靈，無時無刻都在防範惡魔入侵。泰蘭妲大部分時間都無法與愛人瑪法里恩·怒風相見。瑪法里恩·怒風與他的夥伴德魯伊，致力維護著翡翠夢境中的大自然平衡。
夜精靈的寧靜生活因為燃燒軍團再次入侵艾澤拉斯而破碎。這場衝突在第三次獸人戰爭中達到最高峰，燃燒軍團與其可怕的不死族天譴軍團入侵踐踏夜精靈的家園。瑪法里恩和他的德魯伊從睡夢中醒來後，泰蘭妲集合了其他夜精靈，協同部落和聯盟在海加爾山頂擊退惡魔領主阿克蒙德及其爪牙。
雖然夜精靈最終獲得勝利，但這場戰役著實讓夜精靈吃足苦頭。甚至由守護巨龍雅立史卓莎與伊瑟拉所創造、並由諾茲多姆賜福給予夜精靈永恆生命的偉大世界樹諾達希爾都被牺牲。为了在戰役中產生殺死阿克蒙德的巨爆能量，夜精靈選擇了永遠放棄保護他們免於老化、病痛及衰退的力量。
雖然諾達希爾的傷痕隨著時間逐漸療癒，但一群由范達爾·鹿盔領導的德魯伊希望建立另一顆世界樹來恢復夜精靈的永生能力。雖然瑪法里恩曾對於這種自利行為發出警告，當他突然陷入昏迷、其靈魂迷失在夢境之中時，范達爾在無人阻擾的情況下繼續進行他的計劃。第二顆世界樹泰達希爾種在卡林多的北部海岸，最終聳立在雲層之中。
新的世界樹不同於諾達希爾，它沒有守護巨龍的賜福，所以無法恢復夜精靈的永生能力。相反地，由於翡翠夢魘的黑暗力量從夢境中控制了世界樹的根源，泰達希爾變得腐敗。此外，瑪法里恩的可怕疾病也是此黑暗力量所造成。當瑪法里恩終於從昏迷中醒來時，他開始淨化泰達希爾的腐敗，並致力遏止邪惡夢魘的蔓延。
這些重大事件鼓舞了夜精靈世界的意志。即便如此，這個英勇的種族現在仍面臨著許多新的挑戰。最近的部落襲擊讓夜精靈失去了位於梣谷的家園，而卡林多西部海岸地區也在大灾变的動亂災難中被摧毀殆盡。夜精靈除了要處理面對永生能力的喪失外，還須準備對抗艾澤拉斯裂縫崩解所造成的威脅。
後來的版本中，時屬部落方的希瓦娜斯·風行者進攻並縱火燒毀夜精靈棲息的世界樹泰达希尔，導致大量夜精靈傷亡慘重，倖存的夜精靈分別前往暴風城、黑海岸等地區避難或抵抗部落陣營。

### 德莱尼
所屬：聯盟
稱號：智慧高超的流亡者
現任領導者：預言者費倫
主城：艾克索達
玩家的起始地點：埃門谷（藍謎島）
種族專屬坐騎：伊萊克
延伸分支：光鑄德萊尼
早在黑暗泰坦薩格拉斯對艾澤拉斯世界釋放其邪惡的燃燒軍團之前，他早已將邪惡的目光移向了阿古斯世界以及那裡的高智商居民—艾瑞達。由於他確信這個擁有高度文明的高等種族將會在其摧毀所有生物的黑暗任務中發揮決定性的作用，所以薩格拉斯便約見了艾瑞達的三位領導者—費倫，阿克蒙德和基爾加丹，並用知識和力量來換取他們的忠誠。
但只有費倫拒絕了，因為他的預知能力使他曾看到過一個景象。在這個景象中，他的人民被轉化成為可怕的惡魔，他們加入了薩格拉斯燃燒軍團的隊伍。一支邪惡並強大得無法形容的隊伍將會發展壯大，更會在無數個世界裡進行大規模的屠殺。在立志與黑暗泰坦的恐怖惡魔大軍對抗到底的神秘聖光能量生物納魯的幫助下，費倫集結了其他志同道合的艾瑞達，從阿古斯世界死裏逃生。很久以後，這些脫離出來的人們自稱為德萊尼，意思即是「流亡者」。
基爾加丹曾經視費倫為兄長。但是，由於費倫率領德萊尼逃離阿古斯世界，並且毫不領情地拒絕了薩格拉斯的提議，他有感被背叛，所以被激怒了。為了報復他們，基爾加丹率領燃燒軍團的精英在整個宇宙中無情地追殺德萊尼。最終，費倫和他那些被圍困的人民成功避開了追殺，並在一個遙遠的世界中找到了避難所，這個世界稱之為德拉諾，德萊尼又稱它為「流亡者的避難所」。經過納魯們的聖光指導下，德萊尼把他們的新家發展成一個非凡的社會，並且開始結識德拉諾世界的原住民—信奉薩滿的獸人部族，而兩個種族也一直維持了數百年的和平關係。
然而德萊尼平靜的生活並沒有持續很久。由於發現了逃亡者的家園，基爾加丹利用惡魔之血使強壯的獸人墮落成狂暴的種族，並打造一支具有毀滅力量的軍隊—部落。被無盡憤怒所蒙蔽了雙眼的獸人瘋狂地殺戮德萊尼，大量的德萊尼慘遭屠殺，費倫和其他倖存者被迫藏匿了起來。許多德萊尼在受到獸人術士所使用的惡魔能量腐蝕之後也發生突變，肢體縮小，樣貌改變，他們被稱之為克羅庫，或「破碎者」。在獸人進行了為期十年的種族滅絕屠殺之後，獸人的薩滿祭司耐奧祖在德拉諾世界各處開啟了魔法傳送門，打算帶領族人逃離基爾加丹的控制，但由此產生的強大魔法壓力卻將這個垂死的世界撕裂了，自此之後稱之為外域。
隨着災難的發生，留下來的德拉諾世界，淪落成為燃燒軍團和其它不同陣營之間爭奪這片被摧毀的土地的戰場。為了從不斷增多的混亂中逃離，費倫和他的追隨者們徵用了納魯的空間式衛星結構風暴要塞飛船—埃索達。德萊尼利用這艘高科技飛船離開了外域，尋找新的世界。但由於在血精靈王子凱爾薩斯和他手下的猛烈攻擊下，飛船最終卻被迫在艾澤拉斯世界迫降。
由於受到聯盟以及他們那種不屈的精神所激勵，德萊尼一致決定加入這個勇敢的陣營。沒過多久之後，費倫和他那些優秀的德萊尼軍隊們在促進聯盟入侵外域並摧毀燃燒軍團的軍事行動中發揮了重要作用。抱着對聖光的堅定信念，雖然作為聯盟的成員，但出於正義，德萊尼也不計前嫌，向部落的血精靈伸出授手，打破了凱爾蕯斯引導基爾加丹來艾澤拉斯的邪惡計劃，並協助血精靈淨化他們的大陽之井。
及後，德萊尼向自己曾經的家園—德拉諾，如今的外域進軍，並且擊退了他們自古以來的宿敵—燃燒軍團。
在成功重返外域後，許多德萊尼有機會重新聯繫上之前被留下的同胞們。當一些費倫的人民選擇在這片破碎的土地上重新建立他們的社會時，大多數德萊尼還是留在了艾澤拉斯世界，立誓恪守他們對聯盟的承諾。
最近，預言者費倫預知到一個可怕的景象，是一場將要發生在艾澤拉斯的光明和黑暗力量之間的戰爭。因此，現在德萊尼和他們賢明的領導者正在勇敢地準備抵抗他們認為正在迅速靠近的黑暗勢力。
另一方面，某些和燃燒軍團奮戰的德萊尼會接受儀式，將聖光的精華灌注到體內，成為光鑄德萊尼。在《魔獸世界：決戰艾澤拉斯》版本中，光鑄德萊尼在阿古斯獲得勝利後，開始肩負起保護艾澤拉斯不受任何威脅侵擾的責任，正式加入聯盟陣營，成為玩家可選的同盟種族之一。

### 狼人
所屬：聯盟
稱號：受詛咒的孤立種族
現任領導者：吉恩·葛雷邁恩國王
主城：吉爾尼斯城（已成為廢墟）
玩家的起始地點：吉爾尼斯城（提里斯法林地）
起源：夜精靈
遠古時期，夜精靈與惡魔薩特在卡林多發動了一場血腥戰爭，在這期間有一群德魯伊使用了一種強大卻難以控制的變身型態，能將上古狼靈戈德林的狂怒具體展現出來。這些狼群德魯伊接受萊拉爾·牙火的指導，試圖去壓制變形後體內那股難以控制的狂怒。為此，他們心甘情願臣服於伊露恩鐮刀的能量下，而這把鐮刀是用戈德林尖牙與伊露恩法杖打造而成的奧秘神器。
然而，這把神器並沒有平息德魯伊的狂怒，反而將萊拉爾還有他的追隨者變成了狼人——被原始本能控制的半人半獸。萊拉爾的德魯伊們被狂烈的怒氣矇蔽了理智，在與薩特的對戰中不分敵友地展開攻擊。夜精靈遭到這些不受控制的野獸的攻擊，感染惡毒的詛咒後也變成了狼人。為了遏止詛咒的蔓延，大德魯伊瑪法里恩·怒風只好悲痛地將狼人放逐至翡翠夢境裡的一個亞次元空間，讓他們平靜、永久地沉睡在那。
幾千年來不見狼人的任何威脅，直到大法師阿魯高試圖想將這些沉睡的野獸從翡翠夢境中喚醒。受到吉恩·葛雷邁恩國王的召喚，這些狼人受命對抗入侵吉爾尼斯王國的天譴軍團。然而這些野獸的詛咒旋即擴散至銀松森林的人類族群，感染了駐紮在葛雷邁恩之牆另一邊的吉爾尼斯士兵。沒多久，這詛咒就蔓延過傳說中的高牆，逐步吞噬掉吉爾尼斯居民的人性。當奇怪的襲擊或人口消失的事件頻傳時，吉爾尼斯城上上下下早已人心惶惶。
不久前，詛咒成功地被遏制住，並未繼續蔓延下去，但這勝利最後證明只是曇花一現。吉爾尼斯正從內戰的耗損中恢復的同時，詛咒卻以更加猛烈的方式捲土重來。除了狼人的威脅以外，被遺忘者還趁勢破門攻城，企圖征服吉爾尼斯。但許多居民所不知的是，一場人性與獸性間的鬥爭也如火如荼地在狼人族內展開來。在整個王國都失去人性之前，這些受詛咒的吉爾尼斯人是否能夠重新取得平衡，仍是未知數。

### 虛空精靈
所屬：聯盟
現任領導者：艾蘭里亞·風行者
起源：高等精靈、血精靈
奎爾薩拉斯的高等精靈自從經歷第三次戰爭、時任王子凱爾薩斯．逐日者歸國的事件後，分裂成兩個族群：其中不透過汲取惡魔及其他的能量克制魔癮、不追隨凱爾薩斯和部落的為「高等精靈」；剩餘90%被凱爾薩斯招集、開始透過汲取惡魔及其他能量緩解魔癮的族群則更名為「血精靈」。
在血精靈族群裡，某些族人因為接觸了被視為禁忌的虛空力量，不被原本的血精靈政權所容，適逢高等精靈出身的艾蘭里亞．風行者成功克服並掌握了虛空力量，成為首位掌控虛空力量的先驅者。艾蘭里亞自願引導這些擁有虛空力量的精靈們，成為他們的領導者，遂帶領他們加入聯盟陣營，成為聯盟的同盟種族，而這些被逐出血精靈族群則更名為「虛空精靈」。

### 高等精靈
起源：夜精靈
分支：血精靈、虛空精靈。
所屬：聯盟（銀色盟約、艾蘭里堡壘）
現任領袖：溫蕾薩·風行者（「银色盟约」）
燃燒軍團被夜精靈中的「貴族精靈」（另譯「上層精靈」）進犯艾澤拉斯期間，由達斯雷瑪．逐日者為首的部分貴族精靈挺身抵抗燃燒軍團並逃出辛薩拉，事後這些貴族精靈因為拒絕放棄魔法、和其他夜精靈關係緊張，飄洋渡海抵達東部王國，同時受到地理阻隔影響失去和新的永恆之井間的聯繫，變成失去永恆生命、身材較矮小且膚色如同人類般的模樣。
高等精靈將長居此地的阿曼尼食人妖驅逐出境，建立奎爾薩拉斯王國並自稱為「高等精靈」，運用偷來的永恆之井聖水，與當地蘊藏的神祕能量結合開鑿「太陽之井」，推舉達斯雷瑪．逐日者為高等精靈領導者。在食人妖戰爭期間和人類正式結盟，人類王國阿拉索和奎爾薩拉斯的聯盟建立了人類和精靈共同研習魔法的魔法王國達拉然。但在第二次戰爭爆發後，高等精靈對聯盟的價值產生懷疑、加著人類戰後各國開始為了領土問題爭執不休、戰後的重建費用等因素，人類方代表泰瑞納斯．米奈希爾試圖和時任高等精靈君主安納斯塔里安修復關係未果，導致高等精靈退出聯盟。
第三次戰爭期間，阿薩斯．米奈希爾王子所率領的天譴軍團進攻奎爾薩拉斯王國，損毀並運用「太陽之井」剩餘的能量復活科爾蘇加德，導致「太陽之井」遭受汙染，連帶讓長期仰賴「太陽之井」能量的高等精靈陸續出現魔癮症狀。曾擔任希瓦娜斯．風行者副手的洛索瑪．塞隆顧及凱爾薩斯．逐日者王子正在達拉然研習魔法，臨危受命擔任高等精靈的暫時領導者。隨著凱爾薩斯．逐日者歸國，為紀念在戰爭中犧牲的同胞而招集90%的倖存者更名為「血精靈」，傳授血精靈汲取能量的方式；不願追隨凱爾薩斯和部落、沒有企圖從其他來源汲取能量的部分族人仍自稱「高等精靈」，離開奎爾薩拉斯王國並分散至部分地區生活，透過冥想、意志或神器舒緩等手段克服（治療）魔癮，但仍有部分高等精靈無法擺脫對魔法的沉溺，而成為血精靈的一員。
现存的大多数高等精灵，均是从第二次大战后就选择留在联盟，且直至第三次大战都未曾返回过家乡奎尔萨拉斯。但由於歷史方面的經歷和糾葛，導致夜精靈和高等精靈之間仍存在著隔閡；高等精靈與血精靈也因為習性和價值觀而產生理念分歧。
現時以高等精靈為首的較大型群體，為風行者三姐妹之一的溫蕾薩·風行者所帶領、政治立場偏向聯盟的「银色盟约」。
隨著高等精靈兼風行者三姐妹之一的艾蘭里亞·風行者成為首名成功克服並掌握虛空力量的「虛空精靈」，某些因為接觸虛空力量而被血精靈族群排斥的原血精靈族人，選擇接受艾蘭里亞的領導並更名為「虛空精靈」加入聯盟陣營。

## 部落
部落早期是由獸人、食人妖、牛頭人、不死族（被遺忘者）组成，後續加入血精靈、地精、火金之道的熊貓人、瑪格哈獸人、贊達拉食人妖、高嶺牛頭人、夜裔精靈、狐狸人等，为了在世界上生存下去，他们组成了强大的联合。
食人魔僅有少數巨槌氏族被部落英雄雷克萨降服，加入更早期的部落（参见冰封王座兽族附加战役多洛特的成立）。
自创立以来，部落的历任大酋长依次為黑手、奥格瑞姆·毁灭之锤、獸人薩滿索爾、獸人戰士加尔鲁什·地狱咆哮、巨魔暗影獵手沃金以及女妖之王希尔瓦娜斯·风行者。後由於希尔瓦娜斯·风行者離開部落，導致部落各族元首為防堵先前首領交替引起的禍端，目前采取类似合议制的方式进行管理，不再设立大酋长一职。

### 獸人和瑪格哈獸人
歷任領導者：（獸人）奧格林·末日錘(第一任)、索爾(第二任)、卡爾洛斯·地獄吼(第三任)、瓦洛克·薩魯法爾(現任)、伊崔格(暫代)；（瑪格哈獸人）
主城：奧格瑪
玩家的起始地點：試練谷(杜洛塔)
兽人來自於德拉諾星球，但後來受到燃燒軍團（Burning Legion）的惡魔勢力給腐化。在惡魔軍團的影響下，獸人部落開始屠殺同樣居住在德拉諾的另一族群德萊尼。其實獸人曾經在德拉諾建立過一個高貴的薩滿社會。之後獸人部落被燃燒軍團所利用，他們變得墮落並成為燃燒軍團的侵略工具，先是滅絕了德拉諾世界的德萊尼，後來更通過一個被稱為黑暗之門的傳送門來到了而來到艾澤拉斯並與暴風城王國人類展開一場大戰。
後來，在大酋長索爾的領導下，獸人們從東部王國西遷至卡林多大陸，定居杜洛塔，建立主城奧格瑪（Orgrimmar），並接納了暗矛食人妖與牛頭人等種族，壯大了部落。在索爾擔任大酋長時期曾一度想要與人類修好，但卻因故沒能成功。4.0版本（浩劫與重生）時，因為天災不斷，為了維護世界的穩定，索爾加入陶土議會，成為專職的薩滿，大酋長一職則交由獸人英雄葛羅·地獄吼之子——卡爾洛斯·地獄吼擔任。卡爾洛斯在大酋長任內展現了十足的抱負與野心，除了大幅改建奧格瑪外，更不斷對聯盟與潘達利亞等訴諸武力，其手段與理念引起各方不滿，最後食人妖酋長沃金、牛頭人酋長貝恩·血蹄、銀月城攝政王洛索瑪·塞隆組織了反抗軍，與聯盟及熊貓人組成聯軍，攻破奧格瑪，擊敗並推翻了卡爾洛斯。
奧格瑪之戰後，由沃金繼任了部落大酋長，沃金在军团再临死后由希尔瓦娜斯·风行者继任部落大酋长，兽人领袖一职由萨鲁法尔大王担当，但在薩魯法爾大王脫離部落後由伊崔格暫代。後由於希尔瓦娜斯·风行者離開部落，導致部落各族元首為防堵先前首領交替引起的禍端，改用議會制統領部落。
《魔獸世界：決戰艾澤拉斯》版本中，未受惡魔之血腐化的瑪格哈獸人正式成為部落的同盟種族。

### 牛頭人和高嶺牛頭人
歷任領導者：（牛頭人）大酋长凯恩·血蹄→大酋长兼凱恩之子 贝恩·血蹄、（高嶺牛頭人）胡恩．高嶺→胡恩的後裔梅拉．高嶺
主城：雷霆崖
起始地點：红云台地（莫高雷）

### 不死族
所屬：部落
稱號：被遺忘者
歷任領導者：女妖之王希瓦娜斯·風行者（曾任部落大酋長）→ 莉莉安·佛斯→(佳莉婭·米奈希爾)現任
主城：幽暗城（為前人類王國羅德隆）
玩家的起始地點：喪鐘鎮（提里斯法林地）
種族專屬坐騎：骸骨戰馬
起源：人類
被遺忘者是魔獸爭霸3中正式被創造出來的種族，由奈祖奧（古爾丹的老師）一手打造，以不死、邪惡及黑暗為主要特色。
人類王國羅德隆建立在提里斯法林地上，受到邪惡力量摧殘的最後守護者「麥迪文」，憑著自身在第二次獸人戰爭死亡後殘餘的力量到處警告所有可能的盟友，以抵禦燃燒軍團的入侵行動，麥迪文化成一個預言者來到羅德隆警告著未來即將發生的事⋯⋯但卻被萊恩王嗤之以鼻的打發掉了，隨後在羅德隆中最關鍵的一個人在那一年的夏天誕生了-阿薩斯·米奈希爾王子。
奈祖奧在北裂境擴展亡靈瘟疫的同時，阿薩斯正在成長茁壯著，到達他受封為銀白之手的聖騎士的年紀後，天譴軍團的爪牙也已經蔓延到了東部王國的境內（西瘟疫之地），之後便是一連串的事件（詳見阿薩斯墮落史）導致阿薩斯墮落成奈祖奧在艾澤拉斯活動的傀儡，等到阿薩斯在北裂境擊敗馬爾加尼斯後凱旋歸國，手握的霜之哀傷低語著弒王，而羅德隆王國就此結束。
基爾加丹因察覺到奈祖奧自立門戶想征服整遍艾澤拉斯世界並反抗自己的動機，隨即蠱惑伊利丹以力量作為交換，協助基爾加丹討伐奈祖奧，奈祖奧情急之下突如徵召阿薩斯前往北裂境守衛自己的基座，而導致當時被屠殺的羅德隆子民也從天譴軍團的控制中脫離（其中包括了女妖之王希瓦娜斯），逐漸形成現在我們所熟知的被遺忘者，被遺忘者們立誓要對使他們受到詛咒的阿薩斯以及天譴軍團展開報復，並在無印時期（60年代）受索爾的邀請加入了部落陣營，一同影響著整個艾澤拉斯的命運。
後由於希瓦娜斯·風行者離開部落，曾為羅德隆公主、以光鑄亡靈姿態復活的的佳莉婭·米奈希爾經過和珍娜·普勞德摩爾和莉莉安·佛斯協商，自願前往領導被遺忘者。

### 食人妖和贊達拉食人妖
所屬：部落
稱號：神秘的謀士（食人妖）
歷任領導者：沃金（前任部落大酋長，在對抗燃燒軍團時戰死）→洛克漢、塔蘭姬公主（現任贊達拉食人妖領導者，前任領導者為塔蘭姬的父親）
主城：暗矛島、祖達薩（贊達拉食人妖）
玩家的起始地點：回音群島（杜隆塔尔）
種族專屬坐騎：迅猛龍
食人妖一直都是艾澤拉斯最古老的種族之一，早早在永恆之井誕生時，他們便在附近發展成具有高度智力、強壯、敏捷的身軀，但相較於一直生活在永恆之井中心附近的食人妖（他們後來發展成夜精靈），大部分的食人妖都分散在大陸中土的各個角落，雖然這個世界曾歷經燃燒軍團的三次入侵、大陸的碎裂，但他們仍然分佈在世界各個地方，並適應了所有氣候及地形，現在玩家們所能操作的食人妖是ㄧ個叫暗矛部族的食人妖，他們不像祖阿曼、阿曼尼、贊達拉等部族這麼強大，獨自在暗矛群島上自給自足，在部落於杜洛坦建立的初期，迫於集結盟友的部落因為索爾接受跟他們結盟的提議，間接導致暗矛部族成為了當今所有食人妖部族中最興盛也最進步的一個。
《魔兽世界：争霸艾泽拉斯》的版本中，贊達拉帝國的食人妖正式成為部落的同盟種族。

### 血精靈
所屬：部落
稱號：復仇的外來者
現任領導者：攝政王洛索瑪·塞隆
主城：銀月城
玩家的起始地點：逐日島（永歌森林）
起源：高等精靈
延伸分支：虛空精靈（聯盟所屬）
血精靈是由原來生活在奎爾薩拉斯地區，即現在的永歌森林與鬼魂之地一帶的高等精靈分裂的二支之一。在天譴軍團入侵奎爾薩拉斯之後，逐日者王朝大多數貴族都被滅亡，只有當時仍在達拉然求學的凱爾薩斯·逐日者王子倖存。在國破家亡之後，凱爾薩斯隨即趕回家鄉，並召集了殘存的願意追隨他的人民，從此這些高等精靈就自名為血精靈。
但是並不是所有高等精靈都願意追隨王子，特別是在凱爾薩斯在納迦女將領瓦斯琪女士的勸誘下，決定投靠使用墮落的惡魔邪能的伊利丹以滿足血精靈們從失去太陽之井的力量後就無法解除的魔法飢渴後，有許多人離開血精靈的族群，他們仍然自名為高等精靈，在政治立場上較傾向聯盟。
在凱爾薩斯投靠燃燒軍團、並且被由捐棄成見的德萊尼和放棄凱爾薩斯的血精靈所組成的破碎之日進攻部隊擊敗後，逐日者王朝的血脈正式斷絕，現在血精靈在政治上的最高領袖是曾經擔任銀月城遊俠將軍希尔瓦娜斯·風行者副手的洛索瑪·塞隆，雖然洛索瑪對政治並不熱衷，但從外域、北裂境、大災變、潘達利亞以及德拉诺上的戰事和政治事件來看，洛索瑪的領袖才能逐漸成熟，也讓血精靈成為了部落中能有一席之地的重要成員。
《魔兽世界：争霸艾泽拉斯》的版本中，某些因為開始接觸虛空力量、被血精靈族群忌諱排斥的血精靈族人，選擇追隨掌握虛空力量的艾蘭里亞·風行者投效聯盟，並將自己命名為「虛空精靈」。

### 地精
領導者：貿易大王-加里維克斯
主城：污水碼頭
玩家的起始地點：凱贊港灣(失落群島)
種族專屬坐騎：機動車
地精原本是科赞岛上叢林食人妖的奴隸，他們被迫在卡雅羅山的火山坑道中挖掘卡亚矿石。食人妖在他們的巫毒儀式中使用這種強力的礦石，但它也對於這些長期接觸礦石的奴隸產生了意想不到的效果：卡亚讓哥布林一族產生出前所未有的驚人狡詐與智力。
地精秘密地打造威力強大的工程學與鍊金術神器，很快地推翻了他們的壓迫者，並且把凱贊島佔據為自己的家園。礦坑一度是哥布林的囚牢、奴隸營及其反抗基地，現在變成了幽坑城。從科赞岛中心散佈著網狀般令人眼花撩亂的隧道、洞窟和熔岩地道，幽坑城正是地精複雜、難以預料的心靈縮影。他們在此打造了整個帝國的基礎，將與生俱來的機敏天性（有人說這叫做奸詐）磨練到了極致。地精的發明幫助他們統治世界，或至少從中撈取一些利益。
但令地精極度喪氣的是，卡亚的效力開始逐漸退去，地精的智力也日益衰落。更嚴重的是，這種礦石變得越來越難找到。供應減少了，迫切的需求緊接而來。地精一度才華洋溢的發明，開始看起來隨意而又凌乱（這種隨意的樣子已經變成「地精製」的同義詞），這群生長在科赞岛的詐欺者，很快就瞭解到他們需要尋找其他管道來滿足他們的貪慾。
地精僅存的狡猾（加上永無止盡的貪婪天性）很快就讓地精族成為重商主義的佼佼者。在第一次大戰時，聰明的地精很快就學會如何從戰爭中大發横财，並以貿易親王之名崛起。他們積聚了大量的財富，科赞岛也成為地精商船隊的集散樞紐。在第二次大戰中，一位較具野心的貿易親王同意對部落提供其企業的服務。在部落戰敗後，地精記取了這位貿易親王失敗的教訓，他們發現想讓利潤倍增，就不該侷限於如此狹隘的合作關係。到了第三次大戰的尾聲，地精同時為部落及聯盟提供武器、戴具、與各種唯利是圖的服務。但這種賺錢差事無法永遠持續下去……
近來，以科赞岛為基地的地精陣營、锈水财阀，在聯盟中發現了新的敵人。與瓦里安國王軍隊的軍情七處發生出乎意料又無利可圖的衝突，令貿易親王加里維克斯安然的中立態度開始動搖。當锈水财阀的地精與其過往的盟友重修舊好时，受到了部落張開雙臂熱烈歡迎。

### 夜裔精靈
所屬：部落
歷任領導者：大博學者艾莉珊德→首席秘法師薩利瑟拉
主城：蘇拉瑪爾
蘇拉瑪爾的精靈在屏障的保護之下與世隔絕地生活了一萬年，但卻越來越依賴夜井的秘法魔力。夜裔時任的領導者艾莉珊德為了要保護這座力量泉源而和燃燒軍團達成協議，但卻使國度陷入了內戰。
《魔兽世界：争霸艾泽拉斯》的版本中，首席奧術師薩利瑟拉連同夜精靈、高等精靈、肯瑞托、血精靈聯軍發動起義反攻蘇拉瑪，對抗大博學者艾莉珊德。事後由於夜精靈首領泰蘭達·語風和高等精靈代表溫蕾薩·風行者表態不接受夜裔精靈，唯有血精靈軍隊代表聖騎士莉雅德倫因為體認夜裔精靈遭遇仰賴祕法的問題而向他們釋出善意，使得夜裔精靈正式選擇效忠部落。

### 狐狸人
所屬：部落
歷任領導者：
狐狸人身在贊達拉的沃魯敦沙漠中，在殘酷的生活條件下，讓他們成長成聰明無比又足智多謀的種族。世世代代在沙漠中求生存的狐狸人也擅長貿易，他們的商隊也漫步在贊達拉的每個角落。喜歡偷東西。
《魔獸世界：決戰艾澤拉斯》的版本中，狐狸人正式成為部落的同盟種族之一。

## 天譴軍團

### 不死族
所屬：天譴軍團
歷任領導者：巫妖王耐奥祖→ 巫妖王阿薩斯·米奈希爾→巫妖王伯瓦爾·弗塔根
主城：冰冠城塞
玩家的起始地點：黑锋要塞:阿彻鲁斯
種族專屬坐騎：死亡骑士的邪嗣征服者
起源：人類
第一任巫妖王：影月氏族酋長-耐祖奧（被阿薩斯吸收並與其同化）
第二任巫妖王：羅德隆王子-阿薩斯·米奈希爾（被聖光大領主提里奧·弗丁與聯盟、部落勇士所擊敗，後死於冰冠城塞）
第三任巫妖王：暴風城攝政王-伯瓦爾·弗塔根（為了不讓亡靈死灰復燃，自願犧牲自己來繼承巫妖王的位置）
副官：
納克薩瑪斯大巫妖-科爾蘇加德（詛咒神教的創立者，為巫妖王管理大小事務，後來被聯盟和部落的勇士們聯手擊殺）
阿茲歐奈幽逆王-阿努巴拉克（奈幽帝國的蟲族國王，領導着大批不死蟲族為巫妖王效力，後來被聯盟和部落的勇士們聯手擊殺）
根據地：北裂境
天譴軍團是艾澤拉斯世界中最為強大的邪惡力量，由各種各樣的屍骸所組成，軍團裏的一切思想都是建立在服務它們的主子巫妖王的基礎上。這支軍團最初由燃燒軍團的協助下所創建，負責在生靈中傳播邪惡、恐怖與死亡狀態，並使艾澤拉斯混入混亂中，以為了燃燒軍團的到來做好準備，然而這支亡靈大軍卻在第二次燃燒軍團入侵失敗後徹底脫離了惡魔們的掌控。雖然如此，但它們仍舊懷有與過去的燃燒軍團同樣邪惡的目的，就是讓艾澤拉斯陷入危機並走向毀滅。

## 燃燒軍團

### 黑暗泰坦
領導者：黑暗泰坦薩格拉斯（被眾泰坦聯手打敗，後被封印在萬神殿裏）

### 艾瑞达
副官：欺詐者基爾加丹（於薩格拉斯之墓內殞落），污染者阿克蒙德（在德拉诺地狱火堡垒中殞落）

### 不死族
主要指揮官：恐懼魔王提克迪奧斯（被伊利丹·怒風所殺），

### 恶魔
主要指揮官：深淵領主瑪諾洛斯（被葛羅瑪許·地獄吼所殺）
所在的世界：阿古斯
燃燒軍團是一個規模龐大並且擁有無窮無盡黑暗力量的惡魔軍團，軍團的主要目的就是意圖毀滅所有生命和摧毀任何對其可能造成威脅的世界，過去在他們的偉大遠征中已經造成了無數物種和眾多世界的湮滅，在他們把目標鎖定為艾澤拉斯後便擾亂這個世界數千年之久。雖然過住他們戰無不勝，但艾澤拉斯卻是迄今為止唯一一個讓軍團在征服過程中嚐到敗績的世界，儘管軍團已經對艾澤拉斯發動了三次大規模入侵，但每次都在付出慘重的代價後失敗而結束。相當一大部分的艾澤拉斯歷史包括第一、第二和第三次戰爭都是源於燃燒軍團的侵略而發生。可以說軍團是艾澤拉斯無可逃避的追獵者，因為它直接導致了卡利姆多的大分裂，將獸人腐化污染之後投送到艾澤拉斯進行入侵，一手創造了巫妖王，同時也是絕大多數艾澤拉斯所遭受的創傷的始作俑者。而事實上燃燒軍團會到處消滅生命和摧毀世界，是因為領導者薩格拉斯希望以此避免虛空領主，一個無法言喻的邪惡存在，通過對星魂進行腐蝕來創造黑暗泰坦，一種比泰坦更厲害的終極毀滅者。所以軍團才試圖以這種最為極端的焦土策略，來阻止虛空領主的邪惡計劃實現。

## 其他種族

### 熊猫人
所屬：聯盟（土水熊貓人），部落（火金熊貓人）
稱號：崇尚和平的流浪者
現任領導者：艾莎·雲詠（土水派），紀·火爪（火金派）
主城：恆春谷
玩家起始地點：尚羲習武場（迷蹤島）
種族專屬坐騎：龍龜
熊貓人是潘達利亞大陸在迷霧散開後新出來的種族，但事實上其歷史非常久遠。
在世界大分裂之前，熊貓人就已經建立了自己的文明。
熊貓人是這片神奇沃土的原住民。曾經，他們是殘暴的巨人種族—魔古族軍閥的勞工。憑藉着堅韌不拔的抗爭，秘密的外交手段，以及獨特的空手搏鬥術，熊貓人掀起了一場成功的革命，終結了魔古族的統治，並建立了繁榮千年的熊貓人帝國。
在世界大分離前夕，無數惡魔如潮水一般湧入了艾澤拉斯，世界危在旦夕。末代皇帝少昊尋到了拯救這片土地的方法。在那之後，潘達利亞便被迷霧所籠罩，與世隔絕的歲月來臨...
極少數熊貓人寂寞難耐，壓抑不住探險的欲望，聚集在一隻巨大海龜---神真子的背上。這隻大海龜馱着熊貓人漫遊在艾澤拉斯的大洋里，也許這是熊貓人和外界的唯一聯繫了。到最後，這群探險者自己都失去了和他們迷霧環繞的故鄉之間的聯繫。

### 納迦
起源：夜精靈
納迦是一種可以生活於水中和陸地的兩棲生物，具有高等智慧，會使用法術，納迦並非原生於艾澤拉斯，而是由上层精靈貴族受到上古之神詛咒轉變而成。
納迦的最高领袖是原来的暗夜精灵女王艾萨拉。自从艾萨拉消失后，作为艾萨拉侍女的瓦丝琪建立了一支自己的军队投靠了伊利丹·怒风。

### 納魯
納魯（Naaru）是一種充滿聖光力量的神秘生物，由德萊尼從阿古斯世界帶來，具有強大聖光能量和極高度的智慧，他們有一種特殊的特性，當受到大量的傷害時會從聖光生物轉換為暗影生物熵魔，而當傷害恢復後可以再度轉換為聖光生物。

### 鱼人
鱼人是水陆两栖的动物，住在东部王国和其他一些地方的海岸线。很少有人知道这个物种，但他们似乎有足以形成社会和部落的智慧，甚至有自己的信仰体系。他们有自己的口语，虽然这很难发音。
在游戏之外，鱼人是暴雪娱乐的吉祥物，每年举行的暴雪嘉年华中，鱼人被用来作为礼物送给参与者。
炉石传说中出现了一个会说通用语的鱼人——芬利·莫格顿爵士，后来也出现在魔兽世界中。

### 琪瑞安
起源：部分源自往生者
琪瑞安族（Kyrian）居住於死後世界「暗影之境」的昇靈堡（Bastion）地區，以服務他人為使命，億萬年来都在不斷的内省和冥想。獲得晉升的琪瑞安族人還會負起引導往生者的責任。

### 暗夜妖精
起源：部分源自往生者
領導者：凜冬女王
暗夜妖精棲息於居住於死後世界「暗影之境」的亞登曠野（Ardenweald），負責照料和維護亞登曠野的靈魂生態。

### 死靈領主
起源：部分源自往生者
死靈領主駐留於死後世界「暗影之境」的瑪卓薩斯（Maldraxxus）。

### 汎希爾族
起源：部分源自往生者
汎希爾族是死後世界「暗影之境」的瑞文崔斯（Revendeath）地區居民，主要負責懲罰和監督生前高傲且揹負罪孽者贖罪。

## 延伸阅读
- 魔兽系列地名列表
- 魔兽系列角色列表

## 外部連結

### 官方網站
- （英文）http://us.battle.net/wow/en/ （页面存档备份，存于）（北美）
- （英文）http://eu.battle.net/wow/en/ （页面存档备份，存于）（歐洲）
- （简体中文）http://www.warcraftchina.com/ （页面存档备份，存于）（大陸）
- （繁體中文）http://tw.battle.net/wow/zh/ （页面存档备份，存于）（台港）

### 遊戲資料網站
- （英文）http://www.wowwiki.com/ （页面存档备份，存于）
- （英文）http://www.mmo-champion.com/ （页面存档备份，存于）
- （英文）http://www.wowarmory.com/ （页面存档备份，存于）
- （英文）http://www.worldofraids.com/ （页面存档备份，存于）
- （英文）http://www.wowdb.com/ （页面存档备份，存于）
- （英文）http://www.wowinsider.com/ （页面存档备份，存于）
- （英文）
- （英文）http://wow.allakhazam.com/ （页面存档备份，存于）
- （英文）http://www.wowhead.com/ （页面存档备份，存于）
- （英文）http://www.hotwow.com/ （页面存档备份，存于）
- （简体中文）艾澤拉斯國家地理 （页面存档备份，存于）
- （简体中文）魔兽世界数据库
- （简体中文）魔兽世界资料站 （页面存档备份，存于）
- （繁體中文）魔獸資料庫 （页面存档备份，存于）
- （繁體中文）魔獸世界百科全書
- （繁體中文）魔獸世界 巴哈大百科
- （繁體中文）魔獸世界WoW釣魚攻略 — 天候征服日誌